# Bela (Disney)
Bela é uma personagem fictícia que é a protagonista feminina do trigésimo filme de animação da Walt Disney Pictures, A Bela e a Fera (1991). Ela reprisa seu papel como protagonista do filme, nos filmes A Bela e a Fera: O Natal Encantado (1997) e O Mundo Mágico de Belle (1998), além do spin-off Belle's Tales of Friendship (1999) e da série de televisão live-action Sing Me a Story with Belle. De 1991 a 2011, Bela foi dublada pela atriz e cantora americana Paige O'Hara, que fez o teste para o papel depois de ler sobre isso no The New York Times. Desde 2011, Belle foi dublada pela atriz americana Julie Nathanson.
Criada pela roteirista Linda Woolverton e animada por James Baxter e Mark Henn, Bela é filha de um famoso inventor chamado Maurice, com quem ela vive em uma pequena cidade na França. Embora percebida por seus concidadãos como "a garota mais bonita da cidade", Bela é considerada estranha e um pária por causa de seu amor pela leitura e não conformidade. Romanticamente perseguida por um caçador bonito, mas arrogante chamado Gaston, cujo ela não mostra nenhum interesse romântico por causa de seus caminhos egoístas, Bela sonha em deixar sua aldeia para viver uma vida de aventuras. Quando seu pai é feito prisioneiro pela Fera, Bela sacrifica sua própria liberdade, tomando o seu lugar, a fim de salvar sua vida. Inteligente, de temperamento forte, sincera e corajosa, Bela é uma jovem mulher que se recusa a sucumbir à visão ultrapassada de sua aldeia sobre o papel da mulher na sociedade.
Bela foi baseada na heroína do conto de fadas A Bela e a Fera, mas foi desenvolvido por Woolverton em um personagem mais forte para a adaptação cinematográfica da Disney. Além disso, Woolverton inspirou-se no personagem Jo March do filme Little Women (1933) para criar Bela. O sucesso de A Bela e a Fera levou à produção de um musical da Broadway baseado no filme, que ocorreu entre 1994-2007. O papel da Bela foi originado pela atriz e cantora americana Susan Egan. Bela teve uma recepção positiva da crítica, muitos dos quais elogiou sua inteligência, contemporaneidade e bravura, muitas vezes fazendo comparações entre ela e a princesa anterior da Disney Ariel de A Pequena Sereia (1989). A crítica feminista para Bela também tem sido quase sempre positivo, com comentaristas elogiando sua inteligência, independência e não-conformidade, bem como o fato de que seus objetivos são, ao contrário das Princesas da Disney anteriores, não relacionadas ao casamento.
Importante salientar que sua história também é inspirada e demonstra o que ocorre com quem é acometido pela síndrome de Estocolmo. 
A “Síndrome de Estocolmo” foi cunhada pelo criminologista Nils Berejot, que colaborou com a polícia durante um sequestro. Ela se desenvolve a partir de tentativas da vítima de se identificar com seu raptor ou de conquistar a simpatia do sequestrador, considerada uma doença psicológica aleatória.

## Desenvolvimento
Após o sucesso comercial e de crítica da Walt Disney Pictures, sobre o primeiro longa-metragem de animação, Branca de Neve e os Sete Anões (1937), Walt Disney fez várias tentativas de adaptar o conto "A Bela e a Fera" pelo autor francês Jeanne-Marie Leprince de Beaumont em um filme de animação de longa-metragem pela primeira vez em 1930 e novamente em 1950. Todo esforço no filme foi abandonado, no entanto, depois se provou ser um desafio quando se trata de história e desenvolvimento dos personagens.  Descrevendo relativamente simples o enredo do conto de fadas original, The Daily Beast escreveu que "A Bela e a Fera' era apenas uma série de jantares entre Bela presa e a Fera romanticamente implorando".  Não foi até depois de o estúdio lançar seus dois primeiros filmes de sucesso em anos, Uma Cilada para Roger Rabbit, em 1988 seguido por A Pequena Sereia em 1989, que a produção começou em uma adaptação musical de a Bela e a Fera.  A roteirista Linda Woolverton foi contratada para escrever o roteiro do filme a pedido do executivo Michael Eisner. Esta foi a primeira vez que um roteirista tinha sido atribuído a um filme de animação da Disney que eram, antes disso, elaborados em formato de storyboard. 
Bela foi baseada na heroína de "A Bela e a Fera". Uma das tarefas de Woolverton foi criar uma heroína que seria mais assertivo, independente, e melhor do que as heroínas de animação da Disney anteriores, como Ariel de A Pequena Sereia (1989), o que alguns críticos viram como "sexista".  Ao criar Bela, Woolverton inspirou-se no personagem Jo March, interpretado pela atriz americana Katharine Hepburn no filme Little Women (1993). Inspirada pela personagem e pelo seu amor pela leitura, Woolverton decidiu atribuir características suas a Bela, a fim de demonstrar "que ela tinha uma mente aberta" e "estava disponível para novos conceitos e idéias".  Woolverton não queria Bela para expor total perfeição, então ela veio com a ideia da existência de "um pouco de fio de cabelo que continua caindo em seu rosto." Mais tarde, ela revelou que esta foi uma das poucas coisas que ela se permitiu escrever sobre a aparência física de Bela. 
No conto de fadas original, Bela é forçada a tomar o lugar de seu pai como prisioneira da Fera, a fim de salvar sua vida.  Além de seu amor pela leitura, Woolverton achou que era importante fazer com que Bela se assemelha-se a uma mulher forte, com caráter corajoso, e mais aventureiro do que como ela é descrita no conto de fadas. A fim de conseguir este efeito, Woolverton decidiu tomar a liberdade com a história, reescrevendo-o para que Bela não só se aventurasse para encontrar seu pai, quando ele desaparece, mas, ao descobrir que ele foi trancado dentro do castelo da Fera, confronta a Fera e inicia o sacrifício, convencendo ele a levá-la no lugar de seu pai. Paige O'Hara estava satisfeito com a alteração, chamando-o de "uma escolha muito importante que [os cineastas] fizeram conscientemente".

### Aparência
Bela é uma jovem muito atraente de 17 anos, que esta no final da adolescência. Embora ela é conhecida em toda a sua vila por sua beleza, ela é completamente ignorante de sua própria aparência, mas ironicamente muito ciente de que os seus concidadãos pensam nela como "estranho" e "peculiar". Bela presta muito pouca atenção à sua aparência, ao contrário do vaidoso Gaston, que só ama ela porque é "a garota mais bonita da cidade".
Bela é belíssima. Ela tem cabelos longos e castanhos, na maioria das vezes amarrados para trás em um rabo de cavalo baixo, olhos castanhos, bochechas rosadas e uma figura esculpida. Uma de suas características distintas são os fios de cabelo que constantemente encontram o seu caminho para sua testa, fazendo-a freqüentemente escová-los de volta no lugar.
Ao longo do filme, Bela veste roupas diferentes, dependendo da ocasião. Seu mais elaborado e reconhecido é seu vestido dourado, no qual ela compartilha sua primeira dança com a Fera no primeiro filme. Com essa roupa, ela usa um pouco de seu cabelo em um coque elegante, semelhante a um rabo de cavalo. Os produtores de A Bela e a Fera queriam dar movimentos elegantes para ela, então eles estudaram os movimentos dos bailarinos durante o curso do desenvolvimento de Bela. Como bailarinas, Bela anda com diligência e rapidez na ponta dos pés, não importa que tipo de sapatos ela está vestindo, ou onde ela está localizada. Os designers e artistas queriam que ela fosse notada em uma cidade lotada, então eles prestarão muita atenção ao seu guarda-roupa. Portanto, Bela é a única da cidade que veste azul, enquanto os outros cidadãos usam cores rústicas e terrosas, como o vermelho, verde, laranja e marrom. Ela também tem uma linda voz.

### Personalidade
Bela ganhou uma quantidade significativa de inteligência ao longo dos anos, devido ao seu amor pelos livros, provendo-lhe um vasto vocabulário, imaginação ativa, e mente aberta. Ela está muito confiante e sincera em suas opiniões, e raramente gosta que lhe digam o que fazer. Diferente da maioria dos personagens do filme, Bela não está preocupada com as aparências, e é capaz de olhar o passado com grande amor. Graças a esse amor, Bela conseguiu quebrar o encantamento da Fera, e restaurar o amor e a alegria para o castelo.
Bela é um pouco feminista e se recusa a ser maltratada, humilhada ou controlada por qualquer homem, especialmente e especificamente Gaston (na verdade, ele deixa bem claro que seu casamento ideal com Bela inclui ter "seis ou sete" filhos, cuidando dele, como preparando o almoço ou massageando seus pés). No entanto, Bela de bom grado ouve seu pai, Maurice, e considera as opiniões da Fera, porque ambos são capazes de tratá-la como um igual, enquanto Gaston não é. Ela é muito obstinada quando se trata de afirmar os seus pontos, mantendo suas opiniões, e mantendo suas idéias.
A personalidade de Bela se transforma ao longo do filme. De início, ela frequentemente sonha com uma vida de aventura e romance, não percebendo que às vezes aventuras poderia ter um lado ruim. Como Bela começa a passar mais tempo com a Fera, ela começa a se apaixonar por ele sem perceber. À medida que ela amadurece durante o tempo do seu encarceramento, seu coração puro quebra o encanto. Bela percebe que ter sonhos é algo grande, mas às vezes você precisa olhar para além deles e descobrir o que você está realmente procurando.

## Aparições

### A Bela e a Fera
Bela é uma jovem que vive em uma cidade desconhecida (possivelmente Alsácia) na França. Seu pai, Maurice, a caminho de uma feira, acaba se perdendo na floresta, entrando no castelo da Fera. Bela se dirige até um misterioso castelo em seu cavalo na possibilidade de encontrá-lo. Ela encontra o pai trancado em uma masmorra, e pede ao "Mestre" para libertá-lo, oferecendo a sua própria liberdade em troca de seu pai. Na condição de que ela fique com ele para sempre, o Mestre, uma fera horrenda, liberta seu pai do calabouço, porém ele está profundamente comovido com sua beleza e carinho para com seu pai, se sentindo atraído por sua ousadia e bravura.
Bela é originalmente hesita conviver com a Fera, mas depois que ele se desenvolve de maneira mais cível, auxiliado por mobiliários encantados, uma ligação é formada. A Fera fica profundamente apaixonado por ela, mas acredita que ela nunca vai amar ele. Bela logo tem o direito de ir para casa. Mas depois de negar sua mão em casamento para Gaston (um caçador vaidoso) pela terceira vez, uma multidão de moradores, liderados por Gaston, tentam invadir o castelo da Fera. Depois de uma luta árdua entre Gaston e a Fera, a Fera é esfaqueada. Gaston cai para sua morte, quando ele perde o equilíbrio. Bela é capaz de colocar a Fera em uma varanda, e ele morre em seus braços. Bela confessa seu amor por ele, assim como a última pétala cai da rosa encantada. Amor de Bela pela Fera revive e liberta da maldição, e ele juntamente com seus móveis retornam como seres humanos.

### A Bela e a Fera: O Natal Encantado
Neste filme, Bela tenta trazer de volta para o castelo da Fera a cerimônia que ele mais odeia: o Natal. Não foi bem recebido porque ignora a continuidade do filme, já que Bela ainda se considerava uma prisioneira no castelo, e não era verdadeiramente amiga da Fera, nesse ponto, embora ela tenha começado a aceitá-lo. Um órgão chamado Fortes está determinado a fazer qualquer coisa necessária para impedir Bela, porque ele acha que, se a maldição é quebrada então a Fera não vai precisar de sua música deprimente. Assim, ele prova ser um verdadeiro obstáculo para o plano de Bela. Depois de várias tentativas, a Fera finalmente aprova a ideia e permite que Bela se prepare para o Natal, mas ele ainda carrega um rancor, pelo fato de que no dia do Natal, o feitiço transformou ele e todos seus servos. Com a orientação de Fortes, Bela vai para a floresta para obter uma árvore apropriada para o Natal, mas ela cai no gelo fino e quase se afoga. Felizmente, ela é resgatada pela Fera, que fica furioso com ela, pois o Forte havia dito que ela queria abandonar ele novamente.
Bela é então jogada no calabouço para apodrecer, mas a Fera, em seguida, encontra um livro que Bela havia escrito para ele no início, e decide libertar Bela e ambos continuam a se preparar para o Natal. Mas Forte não gosta, tentando fazer o castelo inteiro cair com a Sinfonia de Beethoven n º 5, a fim de evitar que o feitiço acabe. Felizmente, a Fera destrói ele. Os espectadores são logo levados de volta ao Natal real, e Bela é presenteada com uma rosa pela Fera.

### O Mundo Mágico de Bela
Neste filme, Bela é a única personagem humana. Ela conhece seu novos amigos objetos encantados: Webster, Crane e Le Plume e está prestes a resolver diversos problemas. Em uma das histórias, é aniversário de Lumière com Fifi, e ele ainda não sabe a maneira correta de falar sobre seus sentimentos. Bela ajuda, tomando o papel de Fifi e praticando com ele. Fifi vê os dois e acredita que Lumiere gosta de Bela. Eventualmente, tudo está em ordem. Em outra história, Bela encontra um pássaro ferido e leva ele para dentro Ela passa a maior parte de seu tempo escondendo ele da Fera. Depois de um tempo, o pássaro se torna saudável, mais uma vez, mas a Fera quer quer ficar com ele. Bela o convence a deixá-lo livre. No final, eles se tornam cada vez mais perto mostrando sinais de sentimentos um pelo outro.

### A Bela e a Fera(2017)
E o filme em live-action da Bela e a Fera (1991), no qual Bela é interpretada por Emma Watson.

### Cante uma História com Bela
De 1995 a 1999 no Disney Channel, uma série intitulada Cante uma História com Bela foi ao ar a partir do Disney-MGM Studios em Lake Buena Vista, Flórida. A atriz Lynsey McLeod retratou Bela, que era a proprietária de uma loja de livros e de música na França, em seu traje plebeu.

### O Point do Mickey
Bela fez aparições em vários episódios da série de televisão "O Point do Mickey, incluindo o especial "O Natal Mágico do Mickey" e "Os Vilões da Disney".
Em "Ladies Night" ", Bela foi vista sentada com Jasmine durante a dança da vaca Clarabelle dos Sete Véus. Em Mickey and the Culture Clash, Bela tentou ler um livro que Mickey estava equilibrando na cabeça, mas sua mão foi golpeada pelo rato Mortimer. Ela então perguntou então o que estava acontecendo, que foi informado por Clarabelle que Minnie estava procurando fazer com que Mickey fosse mais sofisticado. Em Ask Von Drake, Bela foi vista sentada com a Fera durante a música Ludwig Von Drake.

### Princesinha Sofia
Bela apareceu em um episódio da série Princesinha Sofia, chamado "The Amulet and the Anthem". Ele foi exibido no dia 13 de setembro. Ela ensina a Sofia que as ações falam mais alto que as palavras, durante a canção "Make It Right".
Curiosamente, como a Princesa Jasmine, o penteado de Bela é diferente do penteado mostrado em seu novo design. Ao invés de ter um comprimento até a cintura com um grande coque, o penteado que ela ostenta no episódio chega apenas aos ombros. Isto é porque esta versão do penteado era mais fácil para animar e menos demorada ou animadores combinaram aspectos de seu antigo penteado com seu novo como uma espécie de homenagem a sua aparência original.

### Once Upon a Time
Bela (Emilie de Ravin) é a filha de Sir Maurice, cuja cidade será destruída nas Guerras dos Ogros. Rumpelstiltskin se oferece para protegê-los, se Bela se tornar seu servo para sempre. Seu pai e seu noivo, Gaston (Sage Brocklebank) se recusam a concordar com seus termos, mas Bela aceita o acordo. Com o tempo, eles se apaixonam, e Rumpelstiltskin pede a ela para sair e comprar palha, esperando que ela não vai voltar. No caminho, ela conhece a malvada Rainha Regina e descobre que o beijo de amor verdadeiro vai quebrar qualquer maldição, inclusive a de Rumpelstiltskin. Bela retorna ao castelo e beija ele, e ele começa a mudar de volta em um ser humano. No entanto, ele descobre que ela conheceu a rainha e torna-se convencido de que ela é um espião, o que impede a transformação. Em sua raiva, ele rejeita o seu amor e tranca Bela em seu calabouço. Ele, então, quebra toda a sua louça, exceto o copo que ela acidentalmente lascou. Ele joga o copo fora de seu castelo, afirmando que o seu poder é mais importante para ele do que ela é. Ela é libertada e ele não vê-la novamente. Ela é vista mais tarde dando conselhos sobre o amor mal-humorado. De acordo com a Rainha, Bela teria sido evitada por sua cidade por sua associação com Rumpelstiltskin e foi presa e torturada até que ela se jogou de uma torre e morreu.
No entanto, isso é mais tarde provado ser falso por sua existência em Storybrooke, onde Regina mantém ela trancada em um quarto secreto debaixo do Hospital de Storybrooke. Ela é finalmente libertada por Jefferson. Ele diz a ela para encontrar o Sr. Gold, que é, na verdade Rumplestiltskin, e para dizer que Regina manteve ela presa. Ela encontra Gold, mas não lembra quem ele é. Quando a maldição sobre Storybrooke é quebrada, ela recupera suas memórias e professa seu amor por Rumplestiltskin.

### Descendentes
Bela é uma personagem no filme original do Disney Channel de 2015, Descendentes. No filme, ela é a rainha bondosa e inteligente de Auradon, que tem um filho chamado Ben (Mitchell Hope). Ela aparece pela primeira vez quando seu filho informa sua primeira proclamação; as crianças da Ilha dos Perdidos devem ter uma chance de redenção. Ela parece surpresa com a notícia, mais apoia o filho na decisão. Bela aparece novamente durante o número musical "Be Our Guest", aonde ela se torna novamente surpresa ao descobrir que Ben esta namorando Mal, filha de Malévola. Ela faz sua última aparição na coroação de seu filho. Ela é interpretada por Keegan Connor Tracy.

### Kilala Princess
Na série de mangá Kilala Princess, os personagens principais Kilala, o príncipe Rei e a princesa Sylphy entram no mundo de "A Bela e a Fera" à procura de joias mágicas para ativar o poder da Tiara Mágica e despertar a princesa dentro de Kilala. Quando Bela atende eles, Kilala imediatamente pede para apertar sua mão. Elas se tornam amigas, e Bela pede a Fera para deixá-los ficar no castelo e trabalhar. A atitude egocêntrica de Sylphy, inicialmente torna-se insuportável para todos, mas melhora de acordo com a história. Quando Cogsworth acidentalmente perde o relógio de bolso que a Fera tinha planejado dar para Bela, Kilala e Rei vão para a cidade para encontrá-lo. Embora eles consigam recuperar o relógio, a joia de Kilala acaba sendo roubada por Gaston. A Fera permanece inconsciente deste incidente, e acaba acidentalmente quebrando o relógio, ficando com raiva e se escondendo em seu quarto. A fim de animá-lo, Kilala, Rei e Sylphy roubam de volta a joia perdida de Gaston. Kilala então diz que ele queria dar a Bela o relógio em primeiro lugar, e que não importa se o presente esta quebrado. Bela aceita o relógio quebrado e dá a joia para Kilala como um sinal de gratidão, que se transforma em uma jóia da Tiara Mágica. Ela é vista pela última vez quando Kilala recebe sua própria joia: uma esmeralda.

## Outras aparições

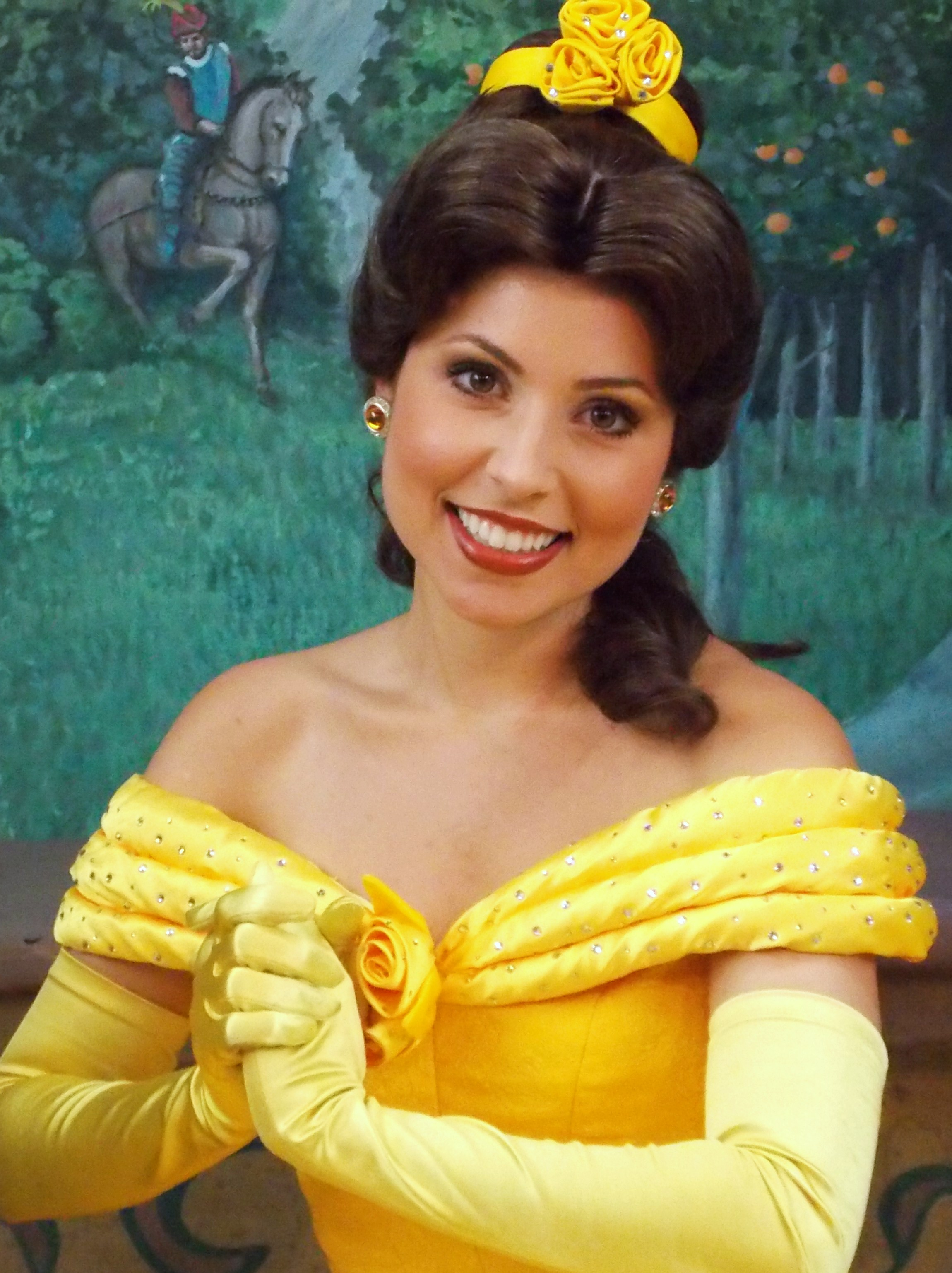
Bela na Disneylândia. (junho de 2012)

Bela é um membro da franquia Disney Princesas, uma franquia de marketing destinada a crianças e jovens. A franquia abrange uma ampla variedade de mercadorias, incluindo revistas, brinquedos, música, jogos de vídeo game da Disney e itens de vestuário.
Bela aparece no Walt Disney Parks e Resorts. Ela tinha seu própria atração aonde conhecia e cumprimentava as pessoas no Magic Kingdom do Walt Disney World chamada Storytime with Belle, que decorreu de 1999 a 2010, onde Bela e os convidados do parque agiriam com uma história popular. Em 2012, uma nova localização no Magic Kingdom chamado Be Our Guest Restaurant, que incluem o castelo do filme, bem como sua casa de campo, aldeia, e Taverna de Gaston.
Bela apareceu na televisão série animada da Disney, O Point do Mickey e en seu filme lançado direto em home vídeo. Na série de televisão, Belle é dublada pela atriz e cantora americana Jodi Benson, enquanto O'Hara reprisa seu papel no filme. Ela foi apresentada como uma das sete princesas de coração no video game Kingdom Hearts.